# Peltis moniliata
Peltis moniliata là một loài bọ cánh cứng trong họ Trogossitidae. Loài này được Pascoe miêu tả khoa học năm 1872.